# 南浦連絡所
南浦連絡所（ナムポれんらくじょ）は、朝鮮民主主義人民共和国南浦特別市に所在する情報機関で、朝鮮労働党作戦部（現、朝鮮人民軍偵察総局）に所属する工作員侵入基地。別名、第753軍部隊（だい753ぐんぶたい）。4か所ある海上連絡所のうちの1つ。高速スパイ船を配置している。

## 概要
南浦連絡所は、清津連絡所（咸鏡北道清津市）・元山連絡所（江原道高城郡）・海州連絡所（黄海南道海州市）とならぶ海上処の連絡所のうちの1つで、大韓民国木浦市はじめ韓国南海岸、済州島、日本の九州地方一帯への侵入を担当している。元山連絡所とともに「商船連絡所」とも呼ばれ、所員は貿易船の船員に偽装して韓国や海外に出かけ、海賊行為や麻薬・武器などの密貿易も行う。
韓国の有名な女優であった崔銀姫が1978年1月、北朝鮮工作員によってイギリス領香港で拉致された際に使用された連絡所でもある。
日本人拉致被害者のうち、市川修一・増元るみ子（1978年8月12日失踪）、原敕晁（1980年6月20日失踪）らは工作船で南浦連絡所へ移送され、北朝鮮に入国したものと考えられる。
1999年12月27日、全羅南道麗水の海岸に侵入し、大韓民国海軍に撃沈された半潜水艇は南浦連絡所の所属船であった。